# Lakulahti
Lakulahti är en vik i Finland. Den ligger i Fredrikshamn i landskapet Kymmenedalen, i den södra delen av landet, 130 km öster om huvudstaden Helsingfors.